# Protobugari
Protobugari, Bulgari ili vrlo rijetko Bolgari, su bili polunomadska turkijska ratnička plemena koja su živjela u kaspijskoj stepi i uz rijeku Volgu. Dolaskom Protobugara na tlo Balkana došlo je do etnogenetskog miješanja s Tračanima i Slavenima i nastanka današnjih Bugara. Domovina Protobugara bile su skitske zemlje u današnjoj središnjoj Aziji, Ukrajini i Rusiji.

## Etnogeneza i lingvistika
O porijeklu riječi Bulgar, ko je bio originalni naziv za Protobugare, više je teorija. U nekoj teoriji riječ dolazi od rjieke Volge, gdje su neko vrijeme Protobugari bili naseljeni. Također riječ bulga (kuna) označava životinju čijim krznom su Protobugari trgovali u svojoj pradomovini - središnjoj Aziji. Rezultat slavenizacije i prihvaćanja kršćanstva u 9. stojleću bila i promjena riječi Bulgari u Bugari.
Protobugari su govorili protobugarskim jezikom, koji je bio turkijski jezik. Taj jezik danas je očuvan na nekim kamenim zapisima na kojima se nalaze i neke riječi koji potvrđuju turkijski izvor protobugarskog jezika (tarkan, boritarkan, ičerguboil, kanas).
Druga, iranska teorija, govori da jezik Protobugara potječe iz satemske (iranske) grupe i da su oni iransko pleme, a turcizme u njihovom jeziku objašnjavaju hunskom vojnom prevladom. Po toj teoriji, Protobugari dolaze iz planinskog vijenca Hindukuša i Pamira, a njihov bog istog je porijekla kao i sumerski bog Dingir (sumerski: 𒀭, , kasnije ).
Protobugari su koristili 12-godišnji ciklički kalendar, kojeg su preuzeli od plemena u Kine, a glavno božanstvo im je bilo Tangra, koje je bilo vrlo poznato i kod ostalih turkijskih plemena.

## Doseljavanje u Europu
Krajem 2. stoljeća dio Protobugara preselio se u istočnu Europu, točnije oko Kavkaza između rijeka Dnjestra i Volge - Volški Protobugari. Prvi put su pomenuti u rimskom ljetopisu 354. godine. Između 351. i 389. dio Protobugara prešao je Kavkaz i naselio se u Armeniji. Toponimi pokazuju da su i ostali, ali ih asimilirali Armenci. Zbog pritiska Huna u 4. stoljeću, dio Protobugara odselio se iz središnje Azije i naselio oko Dona, gde su bili i bolji životni uvjeti. Pri tome su navodno asimilirali tamošnje ostatke Sarmata. Neki Protobugari ostaju na tim mjestima, dok se ostali naseljavaju s Hunima u Panoniji. Tamo su bili između 377. i 453. sudionici hunskih pustošenja po središnjoj i zapadnoj Europi. Nakon smrti hunskog poglavara Atile, Protobugari se naseljavaju u jugoistočni dio Europe.
U 5. stoljeću zajedno s Bizantom sudeluju u napadima na Ostrogote, a kasnije u 5. i 6. stoljeću napadaju Bizantsko carstvo.

## Vladari
Prvi vladari imali su naslov kanas ili kanas ubigi, kojeg su navodno preuzeli od staroturkijske riječi su baši, što je značilo vladar od Višnjeg Boga - božiji vladar. Tek primanjem kršćanstva vladari nose slavenske naslove knez, car. Prvi vladar koji je ujedinio protobugarska plemena bio je kan Kubrat, koji je 632. osnovao kneževstvo - Staru Veliku Bugarsku odnosno Onoguriju.